# Компоненты онтологии
Современные онтологии имеют много структурных сходств, независимо от языка, на котором они представлены. Большинство онтологий описывают отдельные объекты (экземпляры), классы (концепции), атрибуты и отношения.

## Перечень
Общие компоненты онтологий включают:
Индивидыэкземпляры или объекты (объекты базовые или «основного уровня»; токены).
Классынаборы, коллекции, концепции, типы объектов или разновидности вещей.
Атрибутыаспекты, свойства, особенности, характеристики или параметры, которыми могут обладать индивиды (а также классы и отношения).
Отношенияспособы, с помощью которых классы и индивиды могут быть связаны друг с другом. Отношения могут содержать атрибуты, которые дополнительно определяют это отношение.
Функциональные терминыпредставляют собой сложные структуры, сформированные из определённых отношений, которые могут использоваться вместо отдельного термина в высказывании.
Ограниченияформальные описания того, что должно быть истинным, чтобы какое-либо утверждение было принято в качестве входных данных.
Правилавысказывания в форме если-то (антецедент-консеквент), описывающие логические выводы, которые могут быть сделаны из утверждения в определённой форме.
Аксиомыутверждения (включая правила) в логической форме, которые вместе составляют общую теорию, описываемую онтологией в области её применения. Это определение отличается от определения «аксиом» в порождающей грамматике и формальной логике. В этих дисциплинах аксиомы включают только утверждения, утверждаемые в качестве априорного знания. В данном случае «аксиомы» также включают теорию, выведенную из аксиоматических утверждений.
Событияизменение атрибутов или отношений.
Действиятипы событий.
Онтологии обычно кодируются с использованием языков онтологий.

## Индивиды
Отдельные элементы (экземпляры) являются базовыми, «базового уровня» компонентами онтологии. Индивиды в онтологии могут включать конкретные объекты, такие как люди, животные, столы, автомобили, молекулы и планеты, а также абстрактные индивиды, такие как числа и слова (хотя существуют различия во мнениях относительно того, являются ли числа и слова классами или индивидами). Строго говоря, онтология не обязательно должна включать в себя каких-либо индивидов, но одна из общих целей онтологии — предоставить средство классификации индивидов, даже если эти индивиды явно не являются частью онтологии.
В формальных экстенсиональных онтологиях индивидуальными считаются только высказывания, состоящие из слов и чисел, сами числа и имена являются классами. В 4D-онтологии индивид идентифицируется по его пространственно-временной протяженности. Примерами формальных экстенсиональных онтологий являются BORO, ISO 15926 и модель, разрабатываемая IDEAS Group.

## Классы
В представлении знаний класс — это набор индивидов или объектов индивидов. Класс может быть определён либо экстенсионалом (с указанием членов), либо интенсионалом (с указанием условий), используя языки онтологий, такие как OWL. В соответствии с различием между типами и токенами онтология делится на индивиды, которые являются объектами или событиями реального мира, и типы, или классы, которые являются наборами объектов реального мира. Выражения или определения классов содержат свойства, которым индивиды должны удовлетворять, чтобы быть членами класса. Индивиды, которые удовлетворяют эти свойства, называются экземплярами.

## Атрибуты
Объекты в онтологии можно описать, связав их с другими объектами, обычно аспектами или частями. Эти связанные объекты часто называются атрибутами, хотя они могут быть независимыми сущностями. Каждый атрибут может быть классом или отдельным элементом. Тип объекта и тип атрибута определяют тип связи между ними. Связь между объектом и атрибутом выражает факт, характерный для объекта, с которым он связан. Например, объект Ford Explorer имеет такие атрибуты, как:
- ⟨имеет в качестве имени⟩ Ford Explorer
- ⟨по определению как часть⟩ 6-ступенчатая коробка передач
- ⟨по определению является частью⟩ двери (с минимальной и максимальной мощностью множества: 4)
- ⟨по определению является частью одно из⟩ {двигатель объёмом 4,0 л, двигатель объёмом 4,6 л}

Значением атрибута может быть сложный тип данных; в этом примере связанный двигатель может быть только одним из списка подтипов двигателей, а не просто одной сущностью.
Онтологии являются настоящими онтологиями только в том случае, если понятия связаны с другими понятиями (у понятий есть атрибуты). Если это не так, то у вас будет либо таксономия (если между понятиями существуют отношения гипоним-гипероним), либо управляемый словарь. Они полезны, но не считаются настоящими онтологиями.

## Отношения
Отношения (также известные как взаимосвязи) между объектами в онтологии определяют, как объекты связаны с другими объектами. Обычно отношение относится к определённому типу (или классу), который определяет, в каком смысле объект связан с другим объектом в онтологии. Например, в онтологии, содержащей концепт Ford Explorer, и концепт Ford Bronco могут быть связаны отношением типа ⟨, которое определяется как преемник⟩. Тогда полное выражение этого факта становится:
- Ford Explorer определяется как преемник : Ford Bronco

Это говорит нам о том, что Explorer — это модель, которая заменила Bronco. Этот пример также иллюстрирует, что отношение имеет направление выражения. Обратное выражение выражает тот же факт, но с обратной фразой на естественном языке.
Большая часть возможностей онтологий заключается в способности описывать отношения. В совокупности набор отношений описывает семантику предметной области, то есть различные семантические отношения, такие как синонимия, гипонимия и гипернимия, координатные отношения и другие. Набор используемых типов отношений (классов отношений) и иерархия их подразделов описывают возможности языка, на котором выражена онтология.
Важным типом отношения является отношение отнесения (is-a-superclass-of, обратное is-a, is-a-subtype-of или is-a-subclass-of). Это определяет, какие объекты к какому классу относятся. Например, мы уже видели, что класс Ford Explorer является подклассом полноприводных автомобилей, которые, в свою очередь, являются подклассом легковых автомобилей.
Добавление подкласса отношений создает таксономию; древовидную структуру (или, в более общем плане, частично упорядоченное множество), которая четко отображает, как объекты соотносятся друг с другом. В такой структуре каждый объект является «дочерним» по отношению к «родительскому классу» (некоторые языки ограничивают связь is-a-subclass-of одним родительским классом для всех узлов, но многие этого не делают).
Другим распространенным типом отношений является мереологическое отношение, записанное как part-of, которое представляет, как объекты объединяются, образуя составные объекты. Например, если бы мы расширили наш пример онтологии, включив в него такие понятия, как рулевое колесо, мы бы сказали, что «Рулевое колесо по определению является частью Ford Explorer», поскольку рулевое колесо всегда является одним из компонентов Ford Explorer. Если мы введем отношения меронимии в нашу онтологию, то возникающая иерархия больше не сможет быть представлена в виде простой древовидной структуры, поскольку теперь элементы могут появляться более чем под одним родительским элементом или ветвью. Вместо этого возникает новая структура, известная как ориентированный ациклический граф.
Помимо стандартных отношений, которые являются подклассом и по определению являются частью отношений, онтологии часто включают дополнительные типы отношений, которые дополнительно уточняют семантику, которую они моделируют. Онтологии могут различать различные категории типов отношений. Например:
- типы отношений для отношений между классами
- типы отношений для отношений между экземплярами
- типы отношений для отношений между экземпляром и классом
- типы отношений для отношений между отдельным объектом и коллекцией
- типы отношений для связей между коллекциями

Типы отношений иногда зависят от предметной области и затем используются для хранения определённых типов фактов или для ответа на определённые типы вопросов. Если определения типов отношений включены в онтологию, то онтология определяет свой собственный язык определения онтологий. Примером онтологии, которая определяет свои собственные типы отношений и проводит различие между различными категориями типов отношений, является онтология Gellish.
Например, в области автомобилей нам может понадобиться привязка типа «сделано», которая подскажет, где производится каждый автомобиль. Итак, Ford Explorer производится в Луисвилле. Онтология также может знать, что Луисвилл расположен в Кентукки, а Кентукки классифицируется как штат и является частью программного обеспечения США. Используя эту онтологию, теперь можно ответить на вопрос типа «Какие автомобили производятся в США?».